# Autoridad Territorial de la Movilidad del Área de Gerona
La Autoridad Territorial de la Movilidad del Área de Gerona (ATM Àrea de Girona; oficialmente y en catalán: Autoritat Territorial de la Mobilitat de l'Àrea de Girona) es un consorcio integrado por la Generalidad de Cataluña y los consejos comarcales del Gironés, del Pla de l'Estany y de la Selva, y el Ayuntamiento de Gerona con la finalidad de coordinar el transporte público de las Comarcas gerundenses.
Fue creada el 25 de julio de 2006 y actualmente opera en 46 municipios de las tres comarcas ya nombradas.

## Sistema tarifario integrado
El ATM gestina un sistema tarifario integrado en su ámbito de actuación que permite utilizar diversos medios de transporte con una única tarjeta. El sistema está dividido en 8 zonas.
En la actualidad los servicios integrados son los siguientes:
- Autobuses urbanos de Gerona: Líneas 1-12, línea 16 y línea C de TEISA y TMG.
- Autobuses interurbanos: Líneas 100-107, 200-202, 300, 301, 400, 500, 600 y 601 de TEISA, SARFA, HISPANO, AMPSA, MAS y BCN Bus.

La gama de títulos se ofrece con tarjetas sin contacto. Además en un futuro a medio término se creará el servicio de Cercanías Gerona.

## Títulos integrados y precios
Todos los títulos del ATM pueden ser usados en cualquier transporte. La cantidad de personas que pueden usar un mismo título dependerá de si este es multipersonal, unipersonal o personal. Si es multipersonal permite múltiples validaciones en la estación de inicio del viaje, descontándose un viaje por cada persona que haga una validación. Los unipersonales sólo pueden ser usados por una persona anónimamente. Los personales y los de familias monoparentales y numerosas requieren de identificación y acreditación que corrobore que se es beneficiario de la bonificación del título.
Cada título se puede adquirir para viajes que recorran entre inicio y final, incluyendo transbordos, entre una y seis zonas distintas con repetición, es decir, el mismo viaje puede mantenerse en la misma zona o pasar de una zona a otra y volver a pasar sobre las mismas zonas, sin necesidad de emplear otro viaje siempre que se tome un transporte distinto (transbordo) o no se pase el billete por las máquinas de cancelación, por ejemplo al cambiar de sentido en una estación de tren. Salir y volver a coger el mismo transporte pero con distinta línea se considera transbordo. Por tanto, se podría realizar un recorrido circular sin necesidad de gastar viajes adicionales siempre que entre dentro del tiempo permitido para transbordos.
|                                                 | 1 zona | 2 zonas | 3 zonas |
| ----------------------------------------------- | ------ | ------- | ------- |
| Tiempo para hacer transbordos en un mismo viaje | 1h 15m | 1h 30m  | 1h 45m  |

Los títulos disponibles son los siguientes:
- T-10: Multipersonal de 10 viajes.
- T-10/30: Unipersonal de 10 viajes en 30 días.
- T-50/30: Unipersonal de 50 viajes en 30 días.
- T-Mes: Personal de viajes ilimitados en 1 mes, con bonificación para familias monoparentales y numerosas
- T-Mes bonificada para parados de larga duración: las mismas prestaciones que la T-Mes pero con un descuento importante en su precio.
- T-16: Título gratuito personal para niños de 4 a 16 años válida para la zona de residencia del usuario con un número ilimitado de viajes hasta la fecha en la que cumpla 17 años.
- T-Jove: Título personal para jóvenes de entre 4 y 30 años, ambos incluidos, con un número ilimitados de viajes y de zonas, con una duración de 3 meses (90 días), con bonificación para familias numerosas y monoparentales.
- T-70/90 FM/FN: Multipersonal de 70 viajes en 90 días, para familias monoparentales y numerosas.

Los títulos sin límite de tiempo son válidos hasta el siguiente cambio de tarifas.
El Área de Gerona dispone de tarjetas de contacto en las que cargar los distintos títulos:
|                | Tarjeta anónima | Tarjeta personalizada |
| -------------- | --------------- | --------------------- |
| Precio (euros) | 2,50            | 3,50                  |

Las tarifas de los títulos de 2024, con las bonificaciones al transporte público, son las siguientes, en euros:
|         | T-10  | T-10/30 | T-50/30 | T-Mes | T-16     | T-Jove | T-Mes (parados) |
| ------- | ----- | ------- | ------- | ----- | -------- | ------ | --------------- |
| 1 zona  | 6,00  | 5,00    | 17,50   | 25,00 | Gratuito | 49,00  | 10,70           |
| 2 zonas | 11,50 | 9,00    | 27,50   | 37,50 | -        | 49,00  | 10,70           |
| 3 zonas | 16,00 | 12,00   | 38,50   | 50,00 | -        | 49,00  | 10,70           |

|         | T-Mes FM/FN general | T-Mes FM/FN especial | T-70/90 FM/FN general | T-70/90 FM/FN especial | T-Jove FM/FN general | T-Jove FM/FN especial |
| ------- | ------------------- | -------------------- | --------------------- | ---------------------- | -------------------- | --------------------- |
| 1 zona  | 20,00               | 12,50                | 33,60                 | 21,00                  | 39,20                | 24,50                 |
| 2 zonas | 30,00               | 18,75                | 64,40                 | 40,50                  | 39,20                | 24,50                 |
| 3 zonas | 40,00               | 25,00                | 89,60                 | 56,00                  | 39,20                | 24,50                 |